# 相川紗登士
相川 紗登士（あいかわ さとし、生年月日非公表）は、北海道と関東地方を拠点に活動している日本のフリーアナウンサー。2007年9月までは相川 聡（読み同じ）名義で活動していた。オフィスケイアール所属。

## 来歴
栃木県足利市出身。栃木県立足利高等学校、中央大学商学部経営学科卒業。
大学を卒業後、1995年4月から2001年3月まで札幌テレビ放送 (STV) のアナウンサーを務めた。
札幌テレビを退社してからも、引き続き北海道を拠点に活動。その間、佐藤のりゆきが運営するテレベックに所属していた。札幌大学で情報文化論の非常勤講師を務めていたこともある。
2006年10月にオフィスケイアールへ移籍。以後はフジテレビ平日午前テレビショッピング枠の通販番組に出演するなど、関東地方での活動がメインになっている。また、2007年10月1日付で活動名義を相川 紗登士に改めた。NHKの『ゆうどきネットワーク』には相川 さとし名義で出演していた。
2010年、フードアナリスト、フードコーディネーター、食育インストラクターの資格を取得。以後は食に関する活動も展開しており、2012年4月からは食べログのレビュアーも務めている。同サイトでは、グルメハンター・酔いどれ天使（グルメハンター よいどれてんし）の名で活動している。2016年には日本ソムリエ協会が規定するワインエキスパートの資格を取得し、沖縄県酒造組合から泡盛大使を委嘱された。

## 出演

### テレビ番組
- 北、再発見（札幌テレビ） - ナレーター
- どさんこワイド（札幌テレビ）
- NNNニュースプラス1 ローカルパート（札幌テレビ） - メインキャスター
- NNNニュースダッシュ ローカルパート（札幌テレビ） - メインキャスター
- ウィークエンドわくわく情報（札幌テレビ）[10]
- The独占サンデー ローカルパート（札幌テレビ）[11]
- のりゆきのトークDE北海道（北海道文化放送、2001年 - 2006年） - リポーター
- 旅コミ北海道じゃらんdeGO!（テレビ北海道、2004年 - 2006年） - リポーター
- こたえてちょーだい!（フジテレビ、2006年 - 2007年） - テレビショッピング「いいものブラボー！」担当
- わかってちょーだい!（フジテレビ、2007年） - テレビショッピング「買っトク！」担当
- いっつ365（イッツコム、2007年 - 2010年） - 月曜・火曜・金曜メインキャスター
- 痛快!買い物ランドSHOPJIMA（テレビ東京ほか） - コメンテーター
- ゆうどきネットワーク → ゆうどき（NHK、2011年 - 2015年） - リポーター
- みんなのテレビ（北海道文化放送、2015年 - 2017年） - リポーター
- まるごと！北海道（旅チャンネル） - ナレーター

### ラジオ番組
- 喜瀬ひろしのときめきワイド（STVラジオ） - 中継リポーター
- オハヨー!土曜日（STVラジオ）
- 巻山晃のオハヨー!ほっかいどう（STVラジオ）[10]
- 相川聡のアタヤンPUSH!（STVラジオ） - パーソナリティ

### CM
- J-PHONE - ナレーター
- 読売ジャイアンツ オープン戦 テレビCM
- 丸井今井 売りつくし テレビCM
- トヨタカローラ札幌 新型エスティマL
- イオン テレビCM・ラジオCM